# Chrysolina carpathica
Chrysolina carpathica is een keversoort uit de familie bladkevers (Chrysomelidae). De wetenschappelijke naam van de soort werd in 1856 gepubliceerd door Fuss.